# Achter-Drempt
Achter-Drempt is een dorp in de gemeente Bronckhorst, in de Nederlandse provincie Gelderland.
Het ligt in het zuidwesten van de Achterhoek en telt ongeveer 345 inwoners. Het dorp behoorde tot 1 januari 2005 tot de voormalige gemeente Hummelo en Keppel.

## Geschiedenis
Achter-Drempt is ontstaan uit een kerk en een school. Langs de Zomerweg is een lint ontstaan van boerderijen en arbeiderswoningen. De rooms-katholieke Sint Willibrorduskerk vormt vanwege zijn massa een markant element tussen de relatief kleinschalige bebouwing. Het is een relatief jong dorp dat vanwege de bescherming van het omliggende landschap niet verder zal groeien.
Bij Achter-Drempt gaat de terrasrug geleidelijk over in het bouwland van het essenlandschap. De gronden rondom de bebouwde kom zijn vooral in gebruik als bouwland.
Achter-Drempt is sinds 2006 meermaals negatief in het nieuws gekomen. In het plaatselijke zalencentum werden bingo's gehouden waarbij hogere prijzen werden uitgekeerd dan wettelijk toegestaan. In maart 2006 deden politie en fiscus een inval waarbij de goedgevulde prijzenpot in beslag werd genomen. In de zomer van 2011 brandde zalencentrum 'de Boerderie' af onder verdachte omstandigheden. 
Het eerder afgebrande zalencentrum is in de loop van de jaren herbouwd, op dinsdag 1 februari 2022 brak er echter weer brand uit waarbij het zalencentrum tot de grond toe afbrandde, het pand was enkele weken hiervoor overgenomen door een andere eigenaar
.
In het voorjaar van 2020 werd bij een boerderij aan de Zomerweg die werd bewoond door een gezin waarvan de kinderen in het dorp 'de Daltons' werden genoemd een operationeel crystal methlab opgerold. De gemeente Bronckhorst probeerde de kosten van 633.651 euro voor het opruimen van de grote hoeveelheid giftige chemicaliën te verhalen op de eigenaren van de boerderij.

## Voorzieningen
Het grootste deel van de bevolking werkt in een van de naburige steden en in de agrarische sector. Het dorp kent beperkte voorzieningen als de rooms-katholieke kerk en beperkte middenstand. De basisschool is in 2013 opgegaan in een schoolvoorziening in het nabijgelegen Voor-Drempt. De voetbalvereniging HC'03, voortgekomen uit H&K (Hummelode en Keppel) en Drempt Vooruit, kent goede voorzieningen en het clubhuis doet tevens dienst als dorpshuis. Het eerste elftal van de vereniging komt uit in de 3e klasse KNVB. Klaas-Jan Huntelaar werd als jeugdspeler gescout toen hij bij H&K speelde.
Hoofdplaats: Hengelo      Stadjes: Bronkhorst · Laag-Keppel

Dorpen: Achter-Drempt · Baak · Drempt · Halle · Hengelo · Hoog-Keppel · Hummelo · Keijenborg · Kranenburg · Olburgen · Steenderen · Toldijk · Velswijk · Vierakker · Voor-Drempt · Vorden · Wichmond · Zelhem

Buurtschappen: Bekveld · Delden · Dunsborg · Eldrik · Gooi · Halle-Heide · Halle-Nijman · Heidenhoek · Heurne (deels) · Linde · De Meene · Medler · Meuhoek · Mossel · Noordink · Oosterwijk · Rha · Varssel · Veldhoek (deels) · Veldwijk · Wassinkbrink · Wientjesvoort · Wildenborch · Winkelshoek · Wittebrink · Wolfersveen

Voormalige gemeenten: Hengelo · Hummelo en Keppel · Steenderen · Vorden · Zelhem

Gelderland · Steden en dorpen in Gelderland      Nederland · Provincies · Gemeenten